# قصیده داغگاه
قصیدهٔ داغگاه
قصیده‌ای است در ۵۸ بیت از فرخی سیستانی، شاعر پارسی‌گوی قرن پنجم قمری، که به روایت نظامی عروضی در چهار مقاله فرّخی با سرودن آن در شمار شاعران دربار چغانی درآمد.

## روایت نظامی عروضی
به گفتهٔ نظامی عروضی در چهار مقاله: فرّخی «برگی بساخت و روی به چغانیان نهاد و چون به حضرت چغانیان رسید بهارگاه بود و امیر به داغگاه … و عمید اسعد که کدخدای امیر بود به حضرت بود و نُزلی راست می‌کرد تا در پی امیر بَرَد. فرّخی به نزدیک او رفت و او را قصیده‌ای خواند و شعر امیر بر او عرضه کرد. خواجه عمید اسعد مردی فاضل بود و شاعردوست. شعر فرّخی را شعری دید عذب و تر، خوش و استادانه. فرّخی را سگزیی دید بی‌اندام. جبّه‌ای پیش‌وپس‌چاک پوشیده. دستاری بزرگ، سگزی‌وار، در سر؛ و پای و کفش، بس ناخوش؛ و شعری در آسمان هفتم. هیچ باور نکرد که این شعر آن سگزی را شاید بود. بر سبیل امتحان گفت: «امیر به داغگاه است و من می‌روم پیش او و تو را با خودم ببرم به داغگاه، که داغگاه عظیم خوش جایی است. جهانی در جهانی سبزه بینی، پرخیمه‌وچراغ چون ستاره… قصیده‌ای گو لایق وقت و وصف داغگاه کن تا تو را پیش امیر برم.» فرّخی آن شب برفت و قصیده‌ای پرداخت سخت نیکو و بامداد در پیش خواجه عمید اسعد آورد و آن قصیده این است: چون پرند نیلگون بر روی پوشد مرغزار/ پرنیان هفت رنگ اندر سر آرد کوهسار… چون خواجه عمید اسعد این قصیده بشنید حیران فروماند که هرگز مثل آن به گوش او فرونشده بود، جملهٔ کارها فروگذاشت و فرّخی را برنشاند و روی به امیر نهاد و آفتاب‌زرد پیش امیر آمد و گفت: «ای خداوند! تو را شاعری آورده‌ام که تا دقیقی روی در نقاب خاک کشیده است، کس مثل او ندیده است» و حکایت کرد آنچه رفته بود. پس امیر فرّخی را بار داد. چون درآمد، خدمت کرد. امیر دست داد و جای نیکو نامزد کرد و بپرسید و بنواختش و به عاطفت خویش امیدوارش گردانید، و چون شراب دوری چند درگذشت، فرّخی برخاست و به آواز حزین و خوش این قصیده بخواند که: با کاروان حله برفتم ز سیستان… چون تمام برخواند، امیر شعرشناس بود و نیز شعر گفتی. از این قصیده بسیار شگفتی‌ها نمود. عمید اسعد گفت: «ای خداوند باش تا بهتر بینی.» پس فرّخی خاموش گشت و دم درکشید تا غایت مستی امیر. پس برخاست و آن قصیدهٔ داغگاه برخواند. امیر حیرت آورد. پس در آن حیرت روی به فرّخی آورد و گفت: «هزار سر کُرّه آوردند همه روی‌سپید، و چهاردست‌وپای‌سپید، خَتلی راه تو راست. تو مردی سگزی و عیّاری. چندانکه بتوانی گرفت برگیر. مال تو باشد.» فرّخی را شراب تمام دریافته بود و اثر کرده. بیرون آمد و زود دستار از سر فروگرفت. خویشتن را در میان فسیله افکند و یک گله در پیش کرد و بدان روی دشت برد، بسیار بر چپ و راست و از هر طرف بدوانید که یکی نتوانست گرفت. آخرالآمر رباطی ویران بر کنار لشکرگاه پدید آمد. کُرّگان در آن رباط شدند. فرّخی به‌غایت مانده شده بود. در دهلیز رباط دستار زیر سر نهاد و حالی در خواب شد از غایت مستی و ماندگی. کُرّگان را بشمردند، چهل‌ودو بود. رفتند و احوال به امیر بگفتند. امیر بسیار بخندید و شگفتی‌ها نمود و گفت: «مردی مقبل است. کار او بالا گیرد. او را و کُرّگان را نگاه دارید و چون او بیدار شود مرا بیدار کنید.» مثال پادشاه را امتثال کردند. دیگر روز به طلوع آفتاب فرّخی برخاست، و امیر خود برخاسته بود و نماز کرده. بار داد و فرّخی را بنواخت و آن کُرّگان را به کسان او سپردند، و فرّخی را اسب با ساختِ خاصه فرمود و دو خیمه و سه استر و پنج سر برده و جامهٔ پوشیدنی و گستردنی، و کار فرّخی در خدمت او عالی شد و تجملّی تمام بساخت».
عین همین روایت را بعضی منابع دیگر مثل مجمع‌الفصحاء و تذکرهٔ هفت اقلیم هم نقل کرده‌اند.

## متن قصیده
متن قصیده مطابق تصحیح محمد دبیر سیاقی به صورت زیر است:
| چون پرند نیلگون بر روی پوشد مرغزار          |  | پرنیان هفت رنگ اندر سر آرد کوهسار            |
| خاک را چون نافِ آهو مشک زاید بی‌قیاس          |  | بید را چون پرّ طوطی برگ روید بی‌شمار           |
| دوش وقت نیم‌شب بوی بهار آورد باد             |  | حبّذا بادِ شمال و خرّما بوی بهار                |
| باد گویی مُشکِ سوده دارد اندر آستین           |  | باغ گویی لعبتانِ ساده دارد در کنار            |
| ارغوان لعلِ بدخشی دارد اندر مرسله            |  | نسترن لؤلؤی لالا دارد اندر گوشوار            |
| تا برآمد جام‌های سرخ مل بر شاخ گل            |  | پنجه‌های دست مردم سر فروکرد از چنار           |
| باغ بوقلمون لباس و راغ بوقلمون نمای         |  | آب مروارید رنگ و ابر مروارید بار             |
| راست پنداری که خلعت‌های رنگین یافتند         |  | باغ‌های پرنگار از داغگاه شهریار               |
| داغگاه شهریار اکنون چنان خرّم بود            |  | کاندرو از نیکویی حیران بماند روزگار          |
| سبزه اندر سبزه بینی، چون سپهر اندر سپهر     |  | خیمه اندر خیمه بینی، چون حصار اندر حصار      |
| سبزه‌ها با بانگ رود مطربان چرب‌دست            |  | خیمه‌ها با بانگ نوش ساقیان می‌گسار             |
| هر کجا خیمه‌ست خفته عاشقی با دوست مست        |  | هر کجا سبزه‌ست شادان یاری از دیدار یار        |
| عاشقان بوس و کنار و نیکوان ناز و عتاب       |  | مطربان رود و سرود و می‌کشان خواب و خمار       |
| روی هامون سبز چون گردون ناپیدا کران         |  | روی صحرا ساده چون دریای ناپیدا کنار          |
| اندر آن دریا سماری وان سماری جانور          |  | وندر آن گردون ستاره وان ستاره بی‌مدار         |
| هر کجا کهسار باشد آن سماری کوه‌بر            |  | هر کجا خورشید باشد آن ستاره سایه‌دار          |
| معجزه باشد ستاره ساکن و خورشیدپوش           |  | نادره باشد سماری که‌بر و صحراگذار             |
| بر در پرده‌سرای خسرو پیروزبخت                |  | از پی داغ آتشی افروخته خورشیدوار             |
| برکشیده آتشی چون مطرد دیبای زرد             |  | گرم چون طبع جوان و زرد چون زرّ عیار           |
| داغ‌ها چون شاخ‌های بسّد یاقوت رنگ              |  | هر یکی چون ناردانه گشته اندر زیر نار         |
| ریدکان خواب‌نادیده مصاف اندر مصاف            |  | مرکبان داغ‌ناکرده قطار اندر قطار              |
| خسرو فرّخ سیر بر بارهٔ دریا گذر               |  | با کمند شصت‌خم در دشت چون اسفندیار            |
| اژدهاکردار پیچان در کف رادش کمند            |  | چون عصای موسی اندر دست موسی گشته مار         |
| همچو زلف نیکوان خردساله تاب‌خورد             |  | همچو عهد دوستان سالخورده استوار              |
| کوه‌کوبان را یگان اندر کشیده زیر داغ         |  | بادپایان را دوگان اندر کمند افکنده خوار      |
| گردن هر مرکبی چون گردن قمری بطوق            |  | از کمند شهریار شهرگیر شهردار                 |
| هر که را اندر کمند شصت بازی درفکند          |  | گشت داغش بر سرین و شانه و رویش نگار          |
| هرچه زین‌سو داغ کرد از سوی دیگر هدیه داد     |  | شاعران را با لگام و زایران را با فسار        |
| فخر دولت بوالمظفّر شاه با پیوستگان           |  | شادمان و شادخوار و کامران و کامگار           |
| روز یک نیمه کمند و مرکبان تیزتک             |  | نیم دیگر مطربان و بادهٔ نوشین‌گوار             |
| زیرها چون بیدلان مبتلی نالنده سخت           |  | رودها چون عاشقان تنگدل گرینده زار            |
| خسرو اندر خیمه و بر گرد او گرد آمده         |  | یوز را صید غزال و باز را مرغ شکار            |
| این‌چنین بزم از همه شاهان کرا اندر خورست     |  | نامهٔ شاهان بخوان و کتب پیشینان بیار          |
| ای جهان‌آرای شاهی کز تو خواهد روز رزم        |  | پیلِ آشفته امان و شیرِ شرزه زینهار             |
| کارزاری کاندر او شمشیر تو جنبنده گشت        |  | سربه‌سر کاریز خون گشت آن مصاف کارزار          |
| مرغزاری کاندرو یک ره گذر باشد تو را         |  | چشمهٔ حیوان شود هر چشمه‌ای زان مرغزار          |
| کوکنار از بس فزع داروی بی‌خوابی شود          |  | گر برافتد سایهٔ شمشیر تو بر کوکنار            |
| گر نسیم جود تو بر روی دریا بروزد            |  | آفتاب از روی دریا زر برانگیزد بخار           |
| ور سموم خشم تو برابر و باران درفتد          |  | از تف آن ابر آتش گردد و باران شرار           |
| ور خیال تیغ تو اندر بیابان بگذرد            |  | از بیابان تا به حشر الماس برخیزد غبار        |
| چون تو از بهر تماشا بر زمینی بگذری          |  | هر بنایی زان زمین گردد بنای افتخار           |
| تیغ و جام و باز و تخت از تو بزرگی یافتند    |  | روز رزم و روز بزم و روز صید و روز بار        |
| روز میدان گر تو را نقاش چین بیند به رزم     |  | خیره گردد شیر بنگارد همی جای سوار            |
| گرد کردن زرّ و سیم اندر خزینه نزد تو         |  | ناپسندیده‌تر از خون قنینه است و قمار          |
| دوستان و دشمنان را از تو روز رزم و بزم      |  | شانزده چیزست بهره وقت کام و وقت کار          |
| نام و ننگ و فخر و عار و عزّ و ذل و نوش و زهر |  | شادی و غم، سعد و نحس و تاج و بند و تخت و دار |
| افسر زرّین فرستد آفتاب از بهر تو             |  | همچنان کز آسمان آمد علی را ذوالفقار          |
| کردگار از ملک گیتی بی‌نیازست ای ملک          |  | ملک تو بود اندرین گیتی مراد کردگار           |
| گر نه از بهر عدوی تو ببایستی همی            |  | فخر تو از روی گیتی برگرفتی نام عار           |
| ور بخواهی برکنی از بن سزا باشد عدو          |  | اختیار از توست چونان کن که خواهی اختیار      |
| شاعران را تو زجدّان یادگاری زین قبل          |  | هر که بیتی شعر گوید نزد تو یابد قرار         |
| تا طرازندهٔ مدیح تو دقیقی درگذشت             |  | ز آفرین تو دل آکنده چنان کز دانه نار         |
| تا به وقت این زمانه مر ورا مدت نماند        |  | زین سبب چون بنگری امروز تا روز شمار          |
| هر نباتی کز سر گور دقیقی بردمد              |  | گر بپرسی زآفرین تو سخن گوید هزار             |
| تا نگردد باد خاک و ماه مهر و روز شب         |  | تا نگردد سنگ موم و سیم زر و لاله خار         |
| تا کواکب را همی فارغ نبیند کس ز سیر         |  | تا طبایع را همی افزون نیابند از چهار         |
| بر همه شادی تو بادی شادخوار و شادمان        |  | بر همه کامی تو بادی کامران و کامگار          |
| بزم تو از ساقیان سرو قد چون بوستان          |  | قصر تو از لعبتان قندلب چون قندهار            |

## تصحیح جدید مطلع قصیده
محمود امیدسالار نسخه‌شناس و نویسندهٔ ایرانی و استاد دانشگاه ایالتی کالیفرنیا، با تکیه به ضبط نسخه‌های کهن‌تر، همچون نسخه‌ای از ترجمان‌البلاغه رادویانی و بنابر «قاعدهٔ ضبط دشوارتر» مطلع قصیده را به صورت زیر تصحیح کرده است.
| تا پرند بیدگون بر روی پوشد مرغزار |  | پرنیان هفت رنگ اندر سر آرد کوهسار |

## شرح
بدیع‌الله دبیری‌نژاد، دانشیار دانشگاه اصفهان، در کتابی به نام فرّخی و قصیدهٔ داغگاه (با معنی واژه‌ها و شرح بیت‌ها و برخی نکته‌های دستوری و بلاغی) این قصیده را شرح کرده است.

## استقبال
در طول تاریخ ادبیات پارسی و به‌ویژه در دورهٔ قاجار بسیاری از شاعران پارسی‌گو، مثل قاآنی شیرازی و صباحی بیدگلی و صبای کاشانی از قصیدهٔ مزبور استقبال کرده‌اند. مطلع قصیدهٔ قاآنی شیرازی چنین است:
| به گردون تیره‌ابری بامدادان برشد از دریا |  | جواهرخیز و گوهرریز و لؤلؤبیز و گوهرزا |